# Termes Romanes del Puig de les Ànimes
Les Termes Romanes del Puig de les Ànimes és un jaciment arqueològic de l'època romana que es troba a Caldes de Malavella (Selva), inclòs a l'Inventari del Patrimoni Arqueològic i Paleontològic de Catalunya.

## Accès
El jaciment es localitza en una petita elevació, anomenada Puig de les Ànimes, dins del recinte de les actuals instal·lacions de la planta embotelladora Vichy Catalan.

## Història

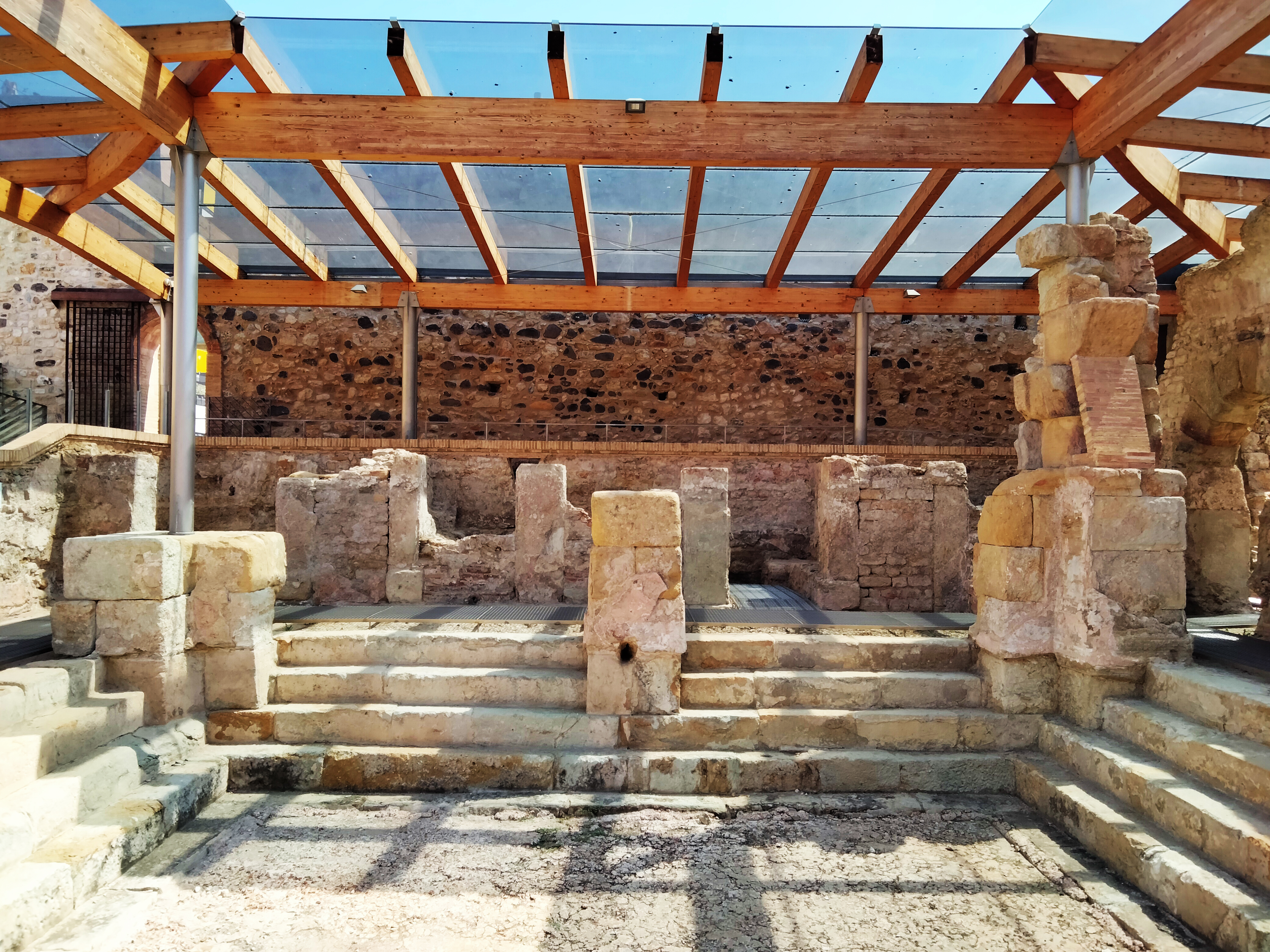
Vista de la piscina

L'any 1880, en unes obres realitzades en aquest puig, es va localitzar una piscina de planta rectangular, feta de carreus de pedra del país. Aquesta mesurava a la part alta 9 m de llargada per 5,76 m d'amplada i en el seu fons 7,45 m de llargada per 4,40 m d'amplada. La fondària de la piscina estaria al voltant d'un metre. L'interior estava rodejat per tres fileres de graons desiguals, que l'envoltaven en la seva totalitat, amb la funció de servir de seient a qui prenien els banys. A la part mitjana de cada extrem del rectangle s'obrien dos forats que servien per l'entrada i sortida de l'aigua. Al costat de la piscina també hi havien restes d'una conducció d'aigua que, presumiblement, servia per emplenar la piscina.

## Descripció
A l'entorn d'aquesta construcció es van localitzar també diversos materials arqueològics d'època romana, bàsicament ceràmiques i monedes. Aquesta piscina, i el conjunt termal a la que suposadament devia pertànyer, van ser destruïts en un moment incert, ja que les notícies sobre la seva destrucció són contradictòries. Segons algunes fonts aquestes restes foren destruïdes pocs anys després de la seva descoberta (Llinàs / Merino, 1998). Segons altres informacions però, la piscina va ser tapada amb terra pocs anys després de la seva descoberta i la destrucció del conjunt no es va produir fins a la segona meitat del segle XX amb motiu d'algunes obres realitzades al puig.